# 문화역서울284

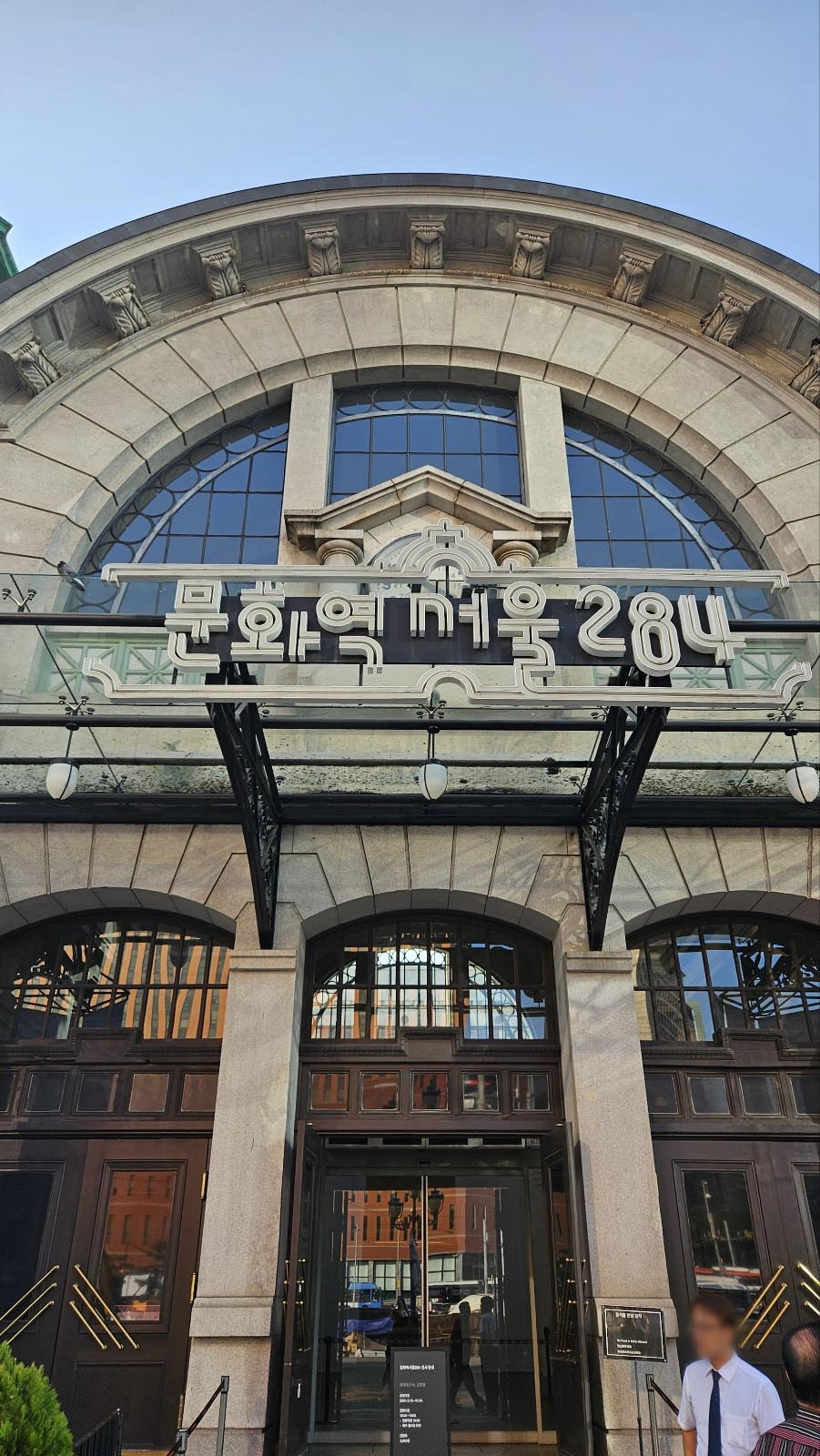
문화역서울284 1층 정문

문화역서울284는 서울특별시 중구 통일로 1에 있는 서울역(본옥) 건물이자 서울특별시의 복합문화공간이다. 한국 근현대사의 서울역사를 원형으로 복원하여 2011년 복합문화공간으로 개관하였다.

## 개요
1900년에 남대문정거장으로 시작했다. 1925년 9월 남만주 철도주식회사에서 르네상스식 건축물로 새롭게 신축하였고, 역사명도 경성역으로 시작되었다.
2004년 폐쇄 이후, 2011년 08월 복원 준공을 마친 이후 일반에 공개되었다. 현재는 문화체육관광부, 한국공예디자인문화진흥원이 관리 운영하고 있다.

## 연혁
| 일자 및 년도     | 내용                                                                                                   |
| ---------------- | --- |
| 1900년 07월      | 남대문정거장 영업 개시                                                                                 |
| 1905년 03월 24일 | 남대문역으로 역명 변경                                                                                 |
| 1915년 10월 15일 | 기존 목조로 된 남대문정차장을 철거하고 신역사와 승강장 및 부대시설을 갖춘 남대문역사 준공 및 영업 개시 |
| 1923년 01월 01일 | 경성역으로 역명 변경                                                                                   |
| 1925년 09월 30일 | 경성역(현 문화역서울284) 준공                                                                          |
| 1925년 10월 15일 | 경성역 영업 개시                                                                                       |
| 1925년 10월 25일 | 경성역 2층 양식당 개업(서울역 그릴 전신)                                                               |
| 1936년 12월 01일 | 경성-부산간 6시간 45분 소요되는 특별 급행 여객열차 아까스끼호 신설                                     |
| 1943년 11월 25일 | 부산-북경 사이에 운행되던 급행열차를 경성-북경으로 변경                                                |
| 1947년 11월 01일 | 서울역으로 역명 변경                                                                                   |
| 1957년 12월 30일 | 서울역 남부역사 준공                                                                                   |
| 1969년 02월 14일 | 서울역 서부역사 준공                                                                                   |
| 1974년 08월 15일 | 서울지하철 (서울-청량리) 개통                                                                          |
| 1975년 09월 18일 | 철도청 서부역사 준공                                                                                   |
| 1981년 09월 25일 | 서울역사를 사적 제284호로 지정                                                                         |
| 1988년 09월 11일 | 서울역 민자역사 개시                                                                                   |
| 1993년 12월 17일 | 서울역 문화관 개관                                                                                     |
| 1997년 04월 01일 | 서울역 철도박물관 서울역관 개관                                                                        |
| 2004년           | KTX 고속철도 개통 및 구 서울역사 폐쇄                                                                  |
| 2007년 08월      | 철도청의 공사전환으로 국유문화재(사적 제284호) 소유권 이전                                             |
| 2007년 08월 30일 | 국가유산청에서 문화체육관광부로 관리위임                                                               |
| 2011년 04월 15일 | 한국공예·디자인문화진흥원(KCDF) 위탁 운영                                                              |
| 2011년 08월 08일 | 복원공사 준공 완료                                                                                     |
| 2011년 08월 09일 | 문화역서울284 개관                                                                                     |

## 시설
- 1층: 귀빈실, 역장실, 귀빈예비실, 부인대합실, 1,2등 대합실, 중앙홀, 3등대합실, 화장실, RTO행사
- 2층: 복원전시실, 그릴준비실, 그릴, 소식당, 구회의실, 예비실, 세미나실, 차대